# Катиашу (Бузау)
Катиашу (рум. Cătiașu) насеље је у Румунији у округу Бузау у општини Киожду. Oпштина се налази на надморској висини од 817 m.

## Становништво
Према подацима из 2002. године у насељу је живело 471 становника, од којих су сви румунске националности.